# Frank Bignet
Frank Bignet, né le 17 juillet 1973 à Spire est un triathlète français. Champion de France et vainqueur d'une étape de Coupe du monde en 2003, il est notamment connu pour son activité de Directeur Technique National (DTN) au sein de la Fédération française de triathlon de 2009 à 2017.

## Biographie

### Jeunesse
Né à Spire en 1973, le jeune Frank pratique le football, puis la gymnastique et la marche athlétique entre 1979 et 1981. À partir de 1982, il s'essaie à la natation qu'il arrête en 2000, mais trouve sa voie dans le triathlon en 1989. Il est sacré champion de France junior en 1993. En parallèle, il devient professeur de sport attaché à la Fédération française de triathlon grâce à son diplôme obtenu en 1997.

### Carrière en triathlon
En 1997, Frank Bignet se place 14e aux championnats d'Europe  à Vuokatti. Il finit également 17e aux Championnats du monde à Lausanne en 1998. Après plusieurs années plus compliquées, Frank Bignet fait de 2003 son année la plus aboutie. Il termine deuxième du triathlon de Gamagōri, comptant pour la coupe du monde. Un mois plus tard, le licencié du club de Beauvais est sacré champion de France. Deux mois plus tard, lors du triathlon de Nice, il remporte sa première et unique victoire en Coupe du monde,. En 2005, Frank Bignet annonce sa retraite sportive, et son envie de s'impliquer plus dans le staff de la Fédération française de triathlon (FFTri).

### Reconversion
Il est l'entraîneur de Carole Péon entre 2002 et 2008.
Il est directeur technique national (DTN) à la Fédération française de triathlon de 2009, à juillet 2017. À partir de 2009, il se montre comme l'un des plus grands artisans de la reconstruction française du triathlon : avec une première phase avec David Hauss et Laurent Vidal qui terminent respectivement quatrième et cinquième des Jeux de Londres 2012, et une deuxième phase en vue des Jeux de Rio 2016, qui voit de nombreux succès lors de la saison 2015 (victoire en WTS, championnats d'Europe, championnats du monde en relais mixte, ...).
En 2018, il commente les épreuves de triathlon des championnats sportifs européens sur France Télévisions avec Nicolas Geay. En 2021, il est de nouveau consultant pour le triathlon aux JO 2020 à Tokyo.
De 2019 à 2022, il est conseiller expert haute performance aux côtés de Claude Onesta, le manager de la haute performance de l'Agence nationale du sport.
Le 1er février 2022, il devient directeur technique national (DTN) à la Fédération française handisport mais il quitte ce poste dès le mois de juin pour rejoindre le cabinet de la ministre des Sports, Amélie Oudéa-Castéra, en tant que conseiller chargé de la haute performance, de la préparation olympique et paralympique et du sport de haut niveau,,.

### Vie privée
Son frère Stéphan Bignet est également champion de France de triathlon en 2000. Frank Bignet est marié à Céline Prévot, membre de la FFTri.

## Palmarès
Le tableau présente les résultats les plus significatifs (podium) obtenus sur le circuit national et international de triathlon depuis 2002.
| Année | Compétition                                         | Position           | Temps           |
| ----- | --------------------------------------------------- | ------------------ | --------------- |
| 2005  | Championnat de France                               | Médaille de bronze | Timing          |
| 2005  | Grand Prix de triathlon - Étape de Dunkerque        | Médaille d'argent  | Timing          |
| 2004  | Grand Prix de triathlon - Étape de La Baule         | Médaille de bronze | Timing          |
| 2003  | Grand Prix de triathlon - Étape des Sables-d'Olonne | Médaille d'argent  | Timing          |
| 2003  | Championnat de France                               | Médaille d'or      | Timing          |
| 2003  | Grand Prix de triathlon Avec le Beauvais Triathlon  | Médaille d'or      |                 |
| 2003  | Coupe du Monde - l'étape de Nice                    | Médaille d'or      | 1 h 49 min 41 s |
| 2003  | Coupe du Monde - l'étape de Gamagōri - Japon        | Médaille d'argent  | 1 h 47 min 37 s |
| 2002  | Grand Prix de triathlon - Étape de Beauvais         | Médaille de bronze | Timing          |